# Скосарь репный
Скосарь репный, или слоник шершавый (Otiorhynchus raucus) — вид долгоносиков-скосарей из подсемейства Entiminae.

## Описание
Жук длиной 6—7 мм. Верхняя часть полностью покрыта ланцетовидными буроватыми или жёлтыми чешуйками, скрывающими основной фон, часто в налипших частичках почвы. Голова маленькая, вместе с головотрубкой образуют конус, птеригии очень большие, конец головоткрубки поэтому шире головной капсулы.

## Экология
Населяет леса до северной тайги не включительно. Вредит овощным культурам.

## Подвиды
- Otiorhynchus raucus raucus (Fabricius, 1777)
- Otiorhynchus raucus silvicola Mazur, 1993